# Помошников, Сергей Михайлович
Сергей Михайлович Помошников (род. 17 июля 1990, в Куйбышеве, РСФСР, СССР) — российский профессиональный шоссейный велогонщик.

## Достижения
2011
1-й — Этап 11 Дружба народов Северного Кавказа
2012
1-й — Grand Prix des Marbriers
1-й — Этап 1 Тур Болгарии
6-й — Тур де л’Авенир — Генеральная классификация
1-й — Этап 6
9-й — Истриан Спринг Трофи — Генеральная классификация
10-й — Trofeo Zsšdi
2013
7-й — Гран-при Бруно Бегелли
2014
10-й — Джиро дель Аппеннино
2015
2-й — Тур Сербии — Генеральная классификация
1-й — Этап 3
5-й — Гран-при Сараево
7-й — Giro del Medio Brenta
8-й — Тур Сибиу — Генеральная классификация
9-й — Тур Чёрного моря — Генеральная классификация
10-й — Тур Болгарии — Генеральная классификация